# Luu Si Nang
 (mai 2018).
Luu Si Nang, né le 15 avril 1930 à Canton en Chine et mort le 29 novembre 2019 à Riom, est un chercheur français en pharmaceutique.
Il a contribué au développement de médicaments pour l'industrie pharmaceutique.

## Biographie
Sinang Luu (刘士能) est le petit-fils du mandarin Liu Biao, né le cinquième jour du premier mois de l'année de la souris (1863), cinquième lauréat de l'examen impérial de mandarinat et fils du mandarin Liu Ying Biao (刘應彪).
Arrivé en France en 1950, il est ingénieur diplômé de l'École nationale supérieure d'agronomie et des industries alimentaires (ENSAIA), France et du Massachusetts Institute of Technology (M.I.T.) aux États-Unis. Chercheur en développement pharmaceutique, il a fait sa carrière en France dans différents laboratoires pharmaceutiques. Contributeur du Drugs And The Pharmaceutical Sciences (CRC Press) de New York, il a publié de nombreux résultats de recherches en anglais et français. Ses travaux ont permis le développement de molécules et de médicaments principalement pour les laboratoires du Centre européen de recherches Mauvernay (CERM) puis d'AkzoNobel à partir de 1976.
Sinang Luu est calligraphe, ses œuvres ont été présentées au Musée Mandet de Riom du 22 octobre au 25 novembre 2005. Avec l'accord exclusif des descendants de l'écrivain Ai Wu (de) (艾芜), il a traduit et publié les nouvelles Souvenirs du Voyage d'Ai Wu en 2009 aux Éditions Cultures et Techniques.

## Publications
- (en) L. Si-Nang, J. Simond, V. Schiff et D. Trottier, « Formation of a complex between the analgesic, 6-benzoyl-benzoxazolidinone (CERM 10194), and beta-cyclodextrin », Pharmaceutica Acta Helvetiae, vol. 60, no 4,‎ 1985, p. 112–116 (ISSN 0031-6865, PMID 4011622, lire en ligne, consulté le 24 avril 2018)
- (en) D. Trottier, G. Chastaing, D. Chatonier et A. Pourrat, « Polymorphism of the analgesic 6-benzoylbenzoxazolidinone (CERM 10194) », Pharmaceutica Acta Helvetiae, vol. 59, no 11,‎ 1984, p. 293–297 (ISSN 0031-6865, PMID 6514758, lire en ligne, consulté le 24 avril 2018)
- (en) Lu Si Nang, J-M. Aiache, S. Pradat, S. Aiache, J-P. Kantelip, J-F. Pognat, « Influence of tiemonium on the gastrointestinal absorption of aspirin », International Journal of Pharmaceutics, vol. 16, no 2,‎ 1er septembre 1983, p. 241–251 (ISSN 0378-5173, DOI 10.1016/0378-5173(83)90060-1, lire en ligne, consulté le 24 avril 2018)
- Luu Si Nang, Influence du véhicule sur l’absorption entérale du Bépridil, nouvel antiangoreux. Réponses cardiovasculaires après administration gastrique ou duodénale, Annales pharmaceutiques françaises, 1978, p. 36, 213-222
- (en) Luu Si Nang, Daniel Cornier, Georges Terrie et Jacques Moleyre, « Consequence of Solubility Alteration by Salt Effect on Dissolution Enhancement and Biological Response of a Solid Dispersion of an Experimental Antianginal Drug », Pharmacology, vol. 15, no 6,‎ 1977, p. 545–550 (ISSN 1423-0313 et 0031-7012, DOI 10.1159/000136733, lire en ligne, consulté le 24 avril 2018)
- (en) Luu Si Nang, Microencapsulation, New York, M. Dekker, 1976 (ISBN 0-8247-6338-6 et 9780824763381, OCLC 3121404, lire en ligne), Chapter 16
- (en) Luu Si Nang, Patrick P. Carlier, Pierre Delort, Jean Gazzola et Didier Lafont, « Determination of Coating Thickness of Microcapsules and Influence upon Diffusion », Journal of Pharmaceutical Sciences, vol. 62, no 3,‎ 1er mars 1973, p. 452–455 (ISSN 0022-3549, DOI 10.1002/jps.2600620320, lire en ligne, consulté le 24 avril 2018)
- (en) Luu Si Nang, « Spectrophotometric determination of the components of nifulin », Pharmaceutical Sciences, vol. 62,‎ 1973, p. 452-455</ref>,<ref>(en) Spectrophotometric determination of the components of nifulin, Pharmaceutical Chemistry Journal, 1983 (ISSN 1573-9031, lire en ligne), p. 16:22, 241-251
- (it) Luu Si Nang, Sur l'activité des mucopolysaccharidases administrées par voie rectale, Italie, Il Farmaco, ed.prat., 1969, p. 4, 203
- (en) Luu Si Nang, Propriétés pharmacodynamiques d'une hépatocatalase stabilisée, Gazetta Internazionale di Medicina E Chirurgica, 1968, p. 1, 73
- (en) Luu Si Nang, F. Chaperon, M. Leinot et A. Pourrat, « Enhancement of pharmacological activity of CERM 3726 with a ground mixture of beta-cyclodextrin in mice », Pharmaceutica Acta Helvetiae, vol. 62, no 12,‎ 1987, p. 335–336 (ISSN 0031-6865, PMID 3441478, lire en ligne, consulté le 24 avril 2018)
- Luu Si Nang, « Spectrophotométrie de fluorescence de quelques amines aromatiques. », Toulouse pharmaceutique, XII (1),‎ 1965, p. 23-26
- Luu Si Nang, « Fluorescence des dérivés para-aminés des phénols », Annales pharmaceutiques françaises, 23 (1),‎ 1965, p. 45-52
- Luu Si Nang, Contribution à l'identification des polyoxyéthylèneglycols, Société de Pharmacie de Montpellier, 1965, p. 25 (2), 111-115
- Luu Si Nang, Sur l'activité catalasique et péroxydasique du sang humain., Communication au VIIIe Congrès International de la Société de Pharmacie de Méditerranée Latine. Bordeaux, 1966
- Luu Si Nang, Sur une technique du dosage de l'alpha-amylase., Toulouse pharmaceutique, 12, 1965, p. 13-16
- Luu Si Nang, Extraction et dosage des tétracyclines., Produits et problèmes pharmaceutiques, vol. 19, nr 12, 1964, p. 565-569
- Luu Si Nang, Tude de la solvolyse d'un composé N-B-brométhyl-aniline par spectrophotométrie de fluorescence., Toulouse pharmaceutique, 1964, p. XI (2), 2
- Luu Si Nang, Dosage de l'activité péroxydasique du sang total., Guide du praticien - supplément thérapeutique, 1964, p. 79 (8),15-20
- Luu Si Nang, Sur une méthode de dosage de l'activité catalasique du sang total., Toulouse pharmaceutique, 1964, p. XI (1), 42
- (en) Luu Si Nang, Sur le dosage de la chymotrypsine., VIe Congrès International de la Société de Pharmacie de Méditerranée Latine, Ferraré, 18-20 mai 1964
- Luu Si Nang, Action des mucopolysaccharidases sur la résorption et l'élimination du N-acétyl p-aminophénol administré par voie rectale., L'information thérapeutique, 1963, p. 2 (7), 2504
- (en) Luu Si Nang, The effect of pharmaceutical formulation on drug release from ion exchange resin. Personal communication., 35th International Congress of Pharmaceutical Sciences, Dublin, Ireland, septembre 1975
- Luu Si Nang, Influence des mucopolysaccharidases sur l'absorption de quelques produits chimiques., IIIe Congrès de l'Union Médicale Méditerranéenne, San-Sébastian, 3-5 juin 1963
- Communication au IIIe Congrès de l'Union Médicale Méditerranéenne, San-Sébastian, 3-5 juin  1963.